# Hyperolius polystictus
Hyperolius polystictus es una especie de anfibios de la familia Hyperoliidae.
Es endémica de República Democrática del Congo.
Su hábitat natural incluye bosques tropicales o subtropicales secos y a baja altitud y ríos.